# Sida subcordata
Sida subcordata är en malvaväxtart som beskrevs av Johan Baptist Spanoghe. Sida subcordata ingår i släktet sammetsmalvor, och familjen malvaväxter. Inga underarter finns listade i Catalogue of Life.